# Življenje je lepo
Življenje je lepo (italijansko La vita è bella) je italijanski komično-dramski film iz leta 1997, ki ga je režiral Roberto Benigni in zanj tudi napisal scenarij skupaj z Vincenzom Ceramijem. Benigni je odigral tudi glavno vlogo Guida Oreficeja, italijanskega Juda in lastnika knjigarne, ki zaščiti svojega sina pred grozotami internacije v nacistično koncentracijsko taborišče s pomočjo svoje bujne domišljije. Film je delno navdihnila knjiga Ho sconfitto Hitler Rubina Romea Salmonìja in tudi zgodba Benignijevega očeta, ki je bil del druge svetovne vojne zaprt v koncentracijskem taborišču. 
Film je bil premierno prikazan 20. decembra 1997 ter se izkazal za finančno uspešnega z več kot 230 milijonov USD prihodkov po svetu, s čimer je eden najdonosnejših filmov vseh časov, ki niso posneti v angleščini, in tudi naletel na dobre ocene kritikov. Osvojil je nagrado Grand Prix na Filmskem festivalu v Cannesu, devet nagrad David di Donatello, pet nagrad Nastro d'Argento, dve evropski filmski nagradi ter na 71. podelitvi tri oskarje, za najboljši tujejezični film, igralca (Benigni) in izvirno glasbeno podlago.

## Vloge
- Roberto Benigni kot Guido Orefice
- Nicoletta Braschi kot Dora Orefice
- Giorgio Cantarini kot Giosué Orefice
- Giustino Durano kot stric Eliseo
- Horst Buchholz kot dr. Lessing
- Marisa Paredes kot Dorina mati
- Sergio Bustric kot Ferruccio
- Amerigo Fontani kot Rodolfo
- Lydia Alfonsi kot Guicciardini
- Giuliana Lojodice kot ravnateljica
- Pietro Desilva kot Bartolomeo
- Francesco Guzzo kot Vittorino
- Raffaella Lebboroni kot Elena
- Claudio Alfonsi kot Amico Rodolfo
- Gil Baroni kot prefekt
- Ennio Consalvi kot general Graziosi
- Aaron Craig kot tankist
- Alfiero Falomi kot kralj Viktor Emanuel III.